# Metacatharsius marani
Metacatharsius marani är en skalbaggsart som beskrevs av Vladimir Balthasar 1940. Metacatharsius marani ingår i släktet Metacatharsius och familjen bladhorningar. Inga underarter finns listade i Catalogue of Life.